# Seznam českých šachových velmistrů
Seznam českých šachových velmistrů obsahuje šachisty, kteří získali titul šachového velmistra a reprezentovali Ústřední jednotu českých šachistů, Československý šachový svaz nebo Šachový svaz České republiky s výjimkou těch, kteří po rozpadu Československa přešli pod Slovenský šachový zväz.
| Jméno               | Narozen            | Datum úmrtí        | Zisk titulu | Země                                                      |
| ------------------- | ------------------ | ------------------ | ----------- | --------------------------------------------------------- |
| Oldřich Duras       | 30. října 1882     | 5. ledna 1957      | 1950        | Rakousko-Uhersko, Československo                          |
| Salo Flohr          | 21. listopadu 1908 | 18. července 1983  | 1950        | Československo, Sovětský svaz                             |
| Luděk Pachman       | 11. května 1924    | 6. března 2003     | 1954        | Československo, Západní Německo, Německo                  |
| Miroslav Filip      | 27. října 1928     | 27. dubna 2009     | 1955        | Československo, Česko                                     |
| Vlastimil Hort      | 12. ledna 1944     | 12. května 2025    | 1965        | Československo, Západní Německo, Německo                  |
| Lubomír Kaválek     | 9. srpna 1943      | 18. ledna 2021     | 1965        | Československo, USA                                       |
| Jan Smejkal         | 22. března 1946    |                    | 1972        | Československo, Česko                                     |
| Vlastimil Jansa     | 27. listopadu 1942 |                    | 1974        | Československo, Česko                                     |
| Jiří Lechtýnský     | 25. listopadu 1947 |                    | 1982        | Československo, Česko                                     |
| Karel Mokrý         | 7. února 1959      |                    | 1984        | Československo, Česko                                     |
| Jaroslav Šajtar     | 3. prosince 1921   | 4. února 2003      | 1985        | Československo, Česko                                     |
| Eduard Meduna       | 11. září 1950      |                    | 1987        | Československo, Česko                                     |
| Igor Rausis         | 7. dubna 1961      |                    | 1993        | Sovětský svaz, Lotyšsko, Bangladéš, Česko                 |
| Pavel Blatný        | 22. června 1968    |                    | 1993        | Československo, Česko                                     |
| Zbyněk Hráček       | 9. září 1970       |                    | 1994        | Československo, Česko                                     |
| Vlastimil Babula    | 2. října 1973      |                    | 1997        | Československo, Česko                                     |
| Petr Hába           | 6. ledna 1965      |                    | 1997        | Československo, Česko                                     |
| Sergej Movsesjan    | 3. listopadu 1978  |                    | 1997        | Sovětský svaz, Gruzie, Arménie, Česko, Slovensko, Arménie |
| Jiří Štoček         | 10. května 1977    |                    | 1999        | Česko                                                     |
| Tomáš Oral          | 24. prosince 1977  |                    | 1999        | Česko                                                     |
| Marek Vokáč         | 6. prosince 1958   | 14. listopadu 2021 | 1999        | Československo, Česko                                     |
| Jan Votava          | 29. listopadu 1974 |                    | 1999        | Česko                                                     |
| Tomáš Polák         | 24. dubna 1974     |                    | 2000        | Česko                                                     |
| David Navara        | 27. března 1985    |                    | 2002        | Česko                                                     |
| Miloš Jirovský      | 17. března 1974    |                    | 2003        | Česko                                                     |
| Leonid Vološin      | 10. května 1964    |                    | 2003        | Sovětský svaz, Rusko, Česko                               |
| Radek Kalod         | 8. srpna 1978      |                    | 2005        | Česko                                                     |
| Viktor Láznička     | 9. ledna 1988      |                    | 2006        | Česko                                                     |
| Robert Cvek         | 6. ledna 1979      |                    | 2007        | Česko                                                     |
| Petr Velička        | 26. února 1967     |                    | 2007        | Československo, Česko                                     |
| Alexey Kislinsky    | 10. června 1984    |                    | 2008        | Ukrajina, Česko                                           |
| Vigen Mirumian      | 29. září 1977      |                    | 2008        | Arménie, Česko                                            |
| Peter Michalík      | 15. září 1990      |                    | 2008        | Slovensko, Česko                                          |
| Vladimír Talla      | 3. července 1973   |                    | 2009        | Česko                                                     |
| Jan Krejčí          | 27. září 1992      |                    | 2011        | Česko                                                     |
| Martin Petr         | 23. srpna 1988     |                    | 2011        | Česko                                                     |
| Jan Bernášek        | 31. května 1986    |                    | 2013        | Česko                                                     |
| Petr Neuman         | 11. března 1978    | 29. dubna 2025     | 2013        | Česko                                                     |
| Štěpán Žilka        | 11. listopadu 1988 |                    | 2014        | Česko                                                     |
| Vojtěch Plát        | 1994               |                    | 2017        | Česko                                                     |
| Vítězslav Rašík     | 1973               |                    | 2017        | Česko                                                     |
| Thai Dai Van Nguyen | 12. prosince 2001  |                    | 2018        | Česko                                                     |
| Pavel Šimáček       | 28. dubna 1979     |                    | 2018        | Česko                                                     |
| Tomáš Kraus         | 1995               |                    | 2024        | Česko                                                     |